# Kwa-di-Tabil-Klasse
Die Kwa-di-Tabil-Klasse ist eine Klasse von Doppelendfähren der US-amerikanischen Reederei Washington State Ferries.

## Geschichte
Die Fähren wurden auf der US-amerikanischen Werft Todd Pacific Shipyards (seit 2011 Vigor Industrial) in Seattle gebaut und 2010 bzw. 2011 abgeliefert. Teile der Rümpfe und Aufbauten wurden zugeliefert. Die Enden der Rümpfe wurden von Jesse Engineering in Tacoma, die Aufbauten von Nichols Brothers Boat Builders in Freeland gefertigt. Die Ausrüstung der Fähren erfolgte bei Everett Shipyards in Everett.
Die Schiffe, deren Bau rund 206,5 Mio. US-Dollar kostete, sind Teil des Flottenerneuerungsprogramms von Washington State Ferries.
Der parallele Bau der Komponenten der Fähren auf verschiedenen Werften diente der Zeitersparnis. Die erste Fähre der Serie wurde dringend für die Fährverbindung zwischen Port Townsend und Coupeville benötigt. Hier verkehrte seit Februar 2008 die vom Pierce County gecharterte Doppelendfähre Steilacoom II, nachdem die zuvor auf der Strecke eingesetzten Fähren der rund 80 Jahre alten Steel-Electric-Klasse wegen Sicherheitsmängeln im November 2007 außer Dienst gestellt worden waren und vorübergehend mit der Katamaranfähre Snohomish nur eine Passagierverbindung angeboten werden konnte.
Der Entwurf stammte von der Elliott Bay Design Group, die dabei auf ihren Entwurf für die 2007 gebaute Doppelendfähre Island Home zurückgriff. Dies diente dazu, Zeit auch bei der Entwicklung der Fähren zu sparen.
Die Schiffsklasse wurde mit dem Significant Boats Award 2011 des WorkBoat Magazine ausgezeichnet.

## Beschreibung
Die Fähren werden von zwei Zwölfzylinder-Dieselmotoren des Motorenherstellers Electro-Motive Diesel (Typ: EMD 12-710) mit jeweils 3000 PS Leistung angetrieben. Die Motoren wirken über Untersetzungsgetriebe auf jeweils einen Propeller an den Enden der Fähren. Beim Typschiff der Klasse kamen Festpropeller zum Einsatz, bei den folgenden beiden Bauten Verstellpropeller.
Für die Stromerzeugung stehen zwei Dieselgeneratorsätze zur Verfügung. Dabei kamen unter anderem von MTU-Dieselmotoren mit 300 bzw. 350 kW Leistung angetriebene Generatoren zum Einsatz. Weiterhin wurde ein Notgenerator verbaut.
Auf dem Hauptdeck befindet sich ein durchlaufendes Fahrzeugdeck mit fünf Fahrspuren und einer weiteren Fahrspur auf einer Seite, die baulich durch Treppenhäuser, zwei Fahrstuhlschächte und Versorgungsschächte von den anderen Fahrspuren getrennt ist. Oberhalb dieser Fahrspur befindet sich ein Aufenthaltsraum für Passagiere. Die äußere Fahrspur auf der anderen Seite der Fähren ist durch ein Deck mit Stellplätzen für Fahrräder überbaut, das über feste Rampen vom Hauptdeck aus zugänglich ist. Dieses Deck reicht über die äußere Fahrspur hinaus, so dass die beiden äußeren Fahrspuren in der Höhe beschränkt sind. Die maximale Durchfahrtshöhe auf dem Fahrzeugdeck beträgt rund 4,9 m. Das Fahrzeugdeck ist über landseitige Rampen zugänglich.
Unterhalb des Fahrzeugdecks befinden sich unter anderem der Maschinen- und Maschinenkontrollraum, technische Betriebsräume, Tanks sowie ein Bereich mit vier Doppelkabinen und einer Einzelkabine, einer Pantry und einem Aufenthaltsraum für die Schiffsbesatzung.
Oberhalb des Fahrzeugdecks mit den beiden seitlich eingehängten Decks befinden sich drei Decks. Auf dem Passagierdeck befinden sich die Einrichtungen für die Passagiere mit zwei Aufenthaltsräumen mit Sitzgelegenheiten an beiden Enden der Fähren sowie weitere Sitzgelegenheiten an den auf beiden Seiten befindlichen Durchgängen zwischen den beiden Aufenthaltsräumen. Auf dem darüber liegenden Sonnendeck stehen weitere Sitzgelegenheiten für die Passagiere zur Verfügung. In der Mitte des Decks befinden sich Aufbauten, in denen unter anderem die Kapitänskammer und eine weitere Kammer, eine Pantry und ein Aufenthaltsraum für die Schiffsbesatzung sowie technische Betriebsräume untergebracht sind. An beiden Enden der Fähren sind oberhalb des Sonnendecks die Steuerhäuser angeordnet.

## Schiffe
| Kwa-di-Tabil-Klasse | Kwa-di-Tabil-Klasse | Kwa-di-Tabil-Klasse | Kwa-di-Tabil-Klasse                          | Kwa-di-Tabil-Klasse      |
| Bauname             | Baunummer           | IMO-Nummer          | Kiellegung Aufschwimmen Ablieferung          | Strecke                  |
| ------------------- | ------------------- | ------------------- | -------------------------------------------- | ------------------------ |
| Chetzemoka          | 99                  | 9347669             | 8. Juli 2009 2. März 2010 15. September 2010 | Point Defiance–Tahlequah |
| Salish              | 100                 | 9618329             | 23. Dezember 2010 12. Mai 2011               | Port Townsend–Coupeville |
| Kennewick           | 101                 | 9618331             | 20. Mai 2011 31. Oktober 2011                | Port Townsend–Coupeville |

Die Schiffe fahren unter der Flagge der Vereinigten Staaten. Heimathafen ist Seattle.
Die Chetzemoka wurde am 15. November 2010 auf der Strecke zwischen Port Townsend und Coupeville auf Whidbey Island in Dienst gestellt. Die Salish folgte am 1. Juli 2011. Damit verkehrten zum ersten Mal seit der Stilllegung der Steel-Electric-Fähren im November 2007 wieder zwei Autofähren auf der Fährverbindung. Mit der Indienststellung der Kennewick im Januar 2012 wurde die Chetzemoka auf die Strecke zwischen Point Defiance und Tahlequah verlegt, wo sie die Rhododendron ersetzte.
Die Namen der Schiffe haben Bezüge zu Indianerstämmen bzw. Worten aus deren Sprachen:
- Die Chetzemoka ist nach einem 1888 verstorbenen Häuptling des S’Klallam-Stamms benannt.[17]
- Die Salish ist nach der Sprachfamilie benannt, die im US-Bundesstaat Washington und in British Columbia in Kanada vorkommt.[18]
- Kennewick ist ein Begriff aus der Sahaptin-Sprache, der so viel wie „Winterparadies“ oder „Grasland“ bedeutet.[19]